# Griniga gamla gubbar
Griniga gamla gubbar (originaltitel: Grumpy Old Men) är en amerikansk film från 1993 i regi av Donald Petrie.

## Handling
Max Goldman (Walter Matthau) och John Gustafson (Jack Lemmon) är grannar sedan många år, men också bittra fiender. Båda är änklingar, och när den vackra änkan Ariel (Ann-Margret) flyttar in i huset mittemot blir rivaliteten än värre.

## Om filmen
Filmen hade svensk premiär den 6 maj 1994. 1995 kom uppföljaren, Gamla gubbar – nu ännu grinigare.

## Rollista (i urval)
- Jack Lemmon - John Gustafson
- Walter Matthau - Max Goldman
- Ann-Margret - Ariel Truax
- Burgess Meredith - Johns pappa
- Daryl Hannah - Melanie, dotter till John
- Kevin Pollak - Jacob Goldman, son till Max
- Ossie Davis - Chuck, affärsinnehavare
- Buck Henry - Snyder, kronofogde
- Christopher McDonald - Mike
- John Carroll Lynch - flyttkarl